# Nicole Anderson

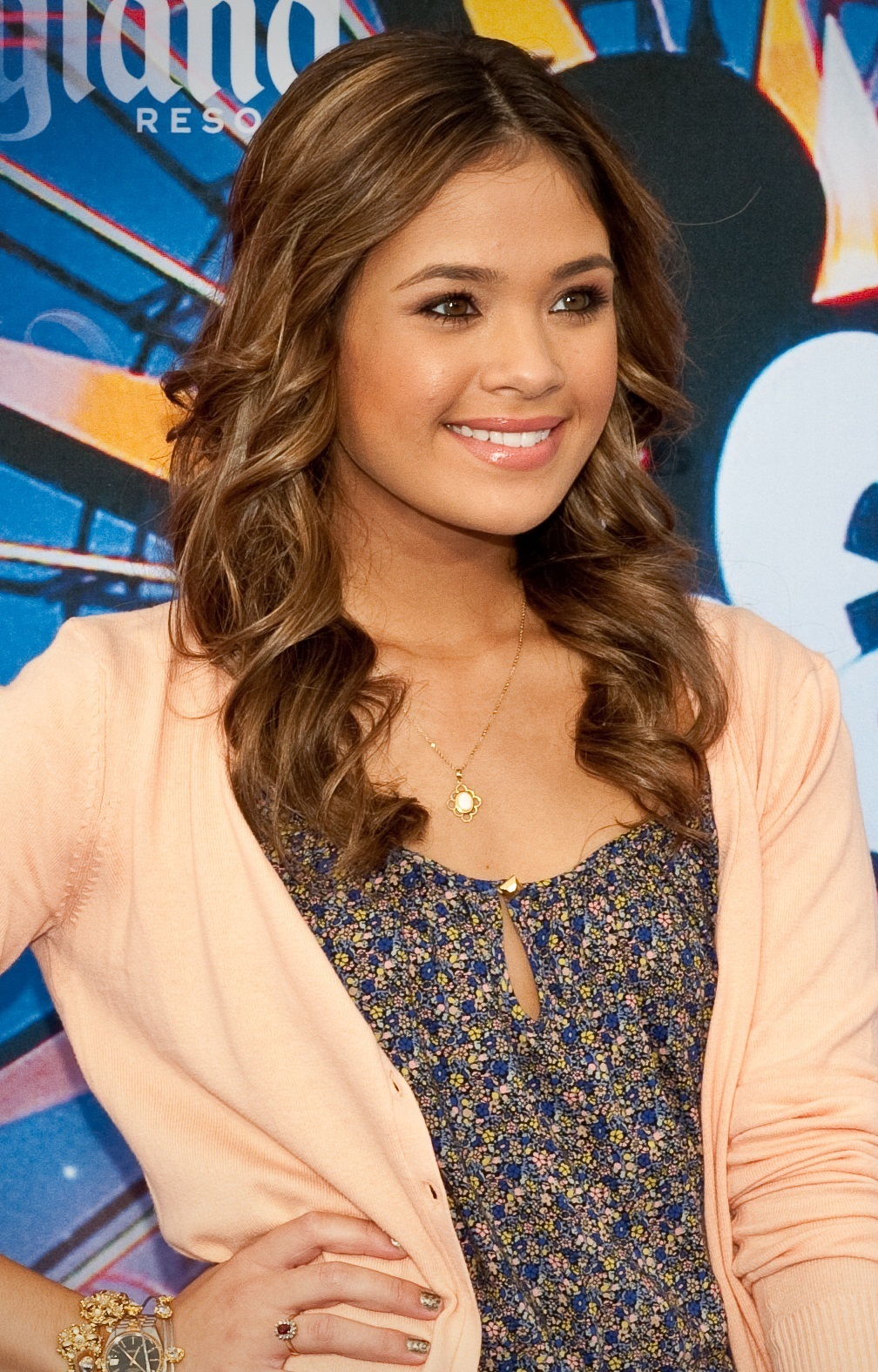
Nicole Anderson (2010)

Nicole Gale Anderson (* 29. August 1990 in Rochester, Indiana) ist eine US-amerikanische Schauspielerin.

## Leben
Anderson wurde als Tochter eines britischen Vaters und einer philippinischen Mutter geboren. Im Alter von drei Jahren begann sie mit Turnen. 2003 nahm sie dann erst an den lokalen Meisterschaften, dann an den nationalen Meisterschaften im Sport teil. Im gleichen Jahr gewann sie als 13-Jährige ein Stipendium an der Barbizon-Modelschule in Atlanta.
Im Jahre 2005 kam sie zum Film und spielte einige kleinere Rollen in TV-Serien. Von 2009 bis 2010 spielte sie in der Serie JONAS – Die Serie eine Hauptrolle als Superfan Macy Miza. Von 2009 bis 2011 war sie auch in mehreren Episoden der Jugendserie Make It or Break It als Kelly Parker zu sehen. Ebenso übernahm sie im Jahre 2012 in der The-CW-Fantasyserie Beauty and the Beast, die lose auf der von 1987 bis 1990 bei CBS ausgestrahlten Serie Die Schöne und das Biest basiert, eine der Hauptrollen.
Sie lebt derzeit in Los Angeles, Kalifornien.

## Filmografie (Auswahl)
- 2005: Unfabulous (Fernsehserie, Episode 2x09)
- 2007: iCarly (Fernsehserie, Episode 1x06)
- 2007: Zoey 101 (Fernsehserie, Episode 3x11)
- 2007: Hannah Montana (Fernsehserie, Episode 2x09)
- 2007: Nobody (Fernsehfilm)
- 2008: Prinzessin Ithaka (Fernsehfilm)
- 2008: Sunday! Sunday! Sunday! (Fernsehfilm)
- 2009: Accused at 17
- 2009: Imagination Movers (Fernsehserie, Episode 2x07)
- 2009–2010: Jonas L.A. (Jonas, Fernsehserie, 34 Episoden)
- 2009–2012: Make It or Break It (Fernsehserie, 17 Episoden)
- 2011: Girls Club 2 – Vorsicht bissig! (Mean Girls 2, Fernsehfilm)
- 2011: Ringer (Fernsehserie, Episode 1x07)
- 2011: Happy Endings (Fernsehserie, Episode 2x02)
- 2012–2016: Beauty and the Beast (Fernsehserie, 36 Episoden)
- 2013: Pretty Little Liars (Fernsehserie, Episode 4x13)
- 2013: U-Bahn – Nächster Halt: Terror (Red Line)
- 2013–2014: Ravenswood (Fernsehserie, 10 Episoden)
- 2014: Never
- 2018: The Wedding Do Over (Fernsehfilm)